# Swan Island (ö i Australien, Tasmanien, lat -40,74, long 148,12)
Swan Island är en ö i Australien. Den ligger i delstaten Tasmanien, i den sydöstra delen av landet, omkring 250 kilometer norr om delstatshuvudstaden Hobart. Arean är 2,5 kvadratkilometer. Den sträcker sig 1,9 kilometer i nord-sydlig riktning, och 3,1 kilometer i öst-västlig riktning.
Genomsnittlig årsnederbörd är 762 millimeter. Den regnigaste månaden är juli, med i genomsnitt 84 mm nederbörd, och den torraste är januari, med 28 mm nederbörd.